# 岩下雅大
岩下 雅大（いわした まさひろ、1984年7月25日 - ）は、日本の男性元シュートボクサー、キックボクサー。鹿児島県喜界島出身。長きに渡り南国超人（なんごくちょうじん）のリングネームで、シュートボクシングのヘビー級で活躍してきたが、2017年8月のKrush参戦を機にリングネームを本名に戻し、所属も龍生塾からBULLSに変更した。
右利きのファイターで、長い手足と強烈な破壊力を武器とする。得意技は右ストレート、右ローキック。